# Oxid de crom (IV)
Oxidul de crom (IV) sau dioxidul de crom este un compus anorganic cu formula CrO2. Este un compus solid și magnetic. 